# Johanniskirche (Waldmannshofen)

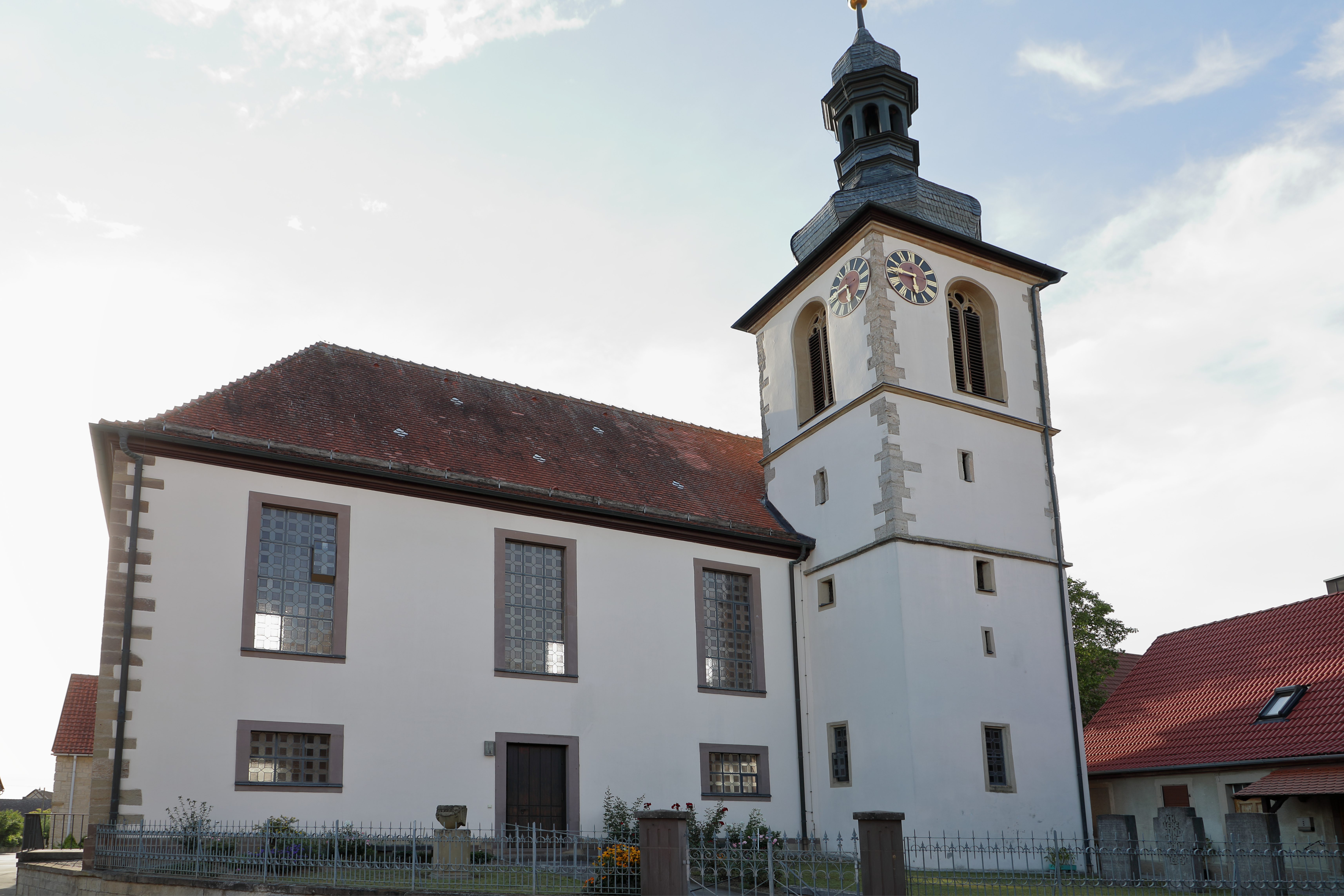
Johanniskirche in Waldmannshofen

Die evangelische Johanniskirche ist die Pfarrkirche von Waldmannshofen, einem Ortsteil von Creglingen im Main-Tauber-Kreis in Baden-Württemberg. Das Bauwerk ist beim Landesamt für Denkmalpflege Baden-Württemberg als Baudenkmal eingetragen. Die Kirche gehört zum Kirchenbezirk Weikersheim der Evangelischen Landeskirche in Württemberg.

## Beschreibung
Die Saalkirche besteht aus einem Langhaus, dass 1804–1806 als Ersatz einer auf das 14. Jahrhundert zurückgehenden Kirche erbaut wurde, und einem beibehaltenen mittelalterlichen Chorturm im Osten, der mit einer barocken Zwiebelhaube bedeckt ist, die mit einer offenen Laterne bekrönt ist. An der Südwand des Chorturms wurde die Sakristei angebaut. Das oberste Geschoss des Chorturms beherbergt die Turmuhr und den Glockenstuhl mit drei Kirchenglocken, das Erdgeschoss ein figürliches Grabmal von einem Rosenberg.